# نسیم خاکسار
نسیم خاکسار در  يازدهم دي‌ماهِ ۱۳۲۲ (‌اول ژانويه ۱۹۴۴) در شهرِ آبادان متولد شد. در دانشسراهای تربيت معلم همدان و اصفهان تحصيل كرد. داستان نويسي را از سال ۱۳۴۴ آغاز كرد. تا اولين بازداشتش در سال ۱۳۴۶، چند سالي در روستاهاي آبادان و بويراحمد آموزگار بود. بعد از انقلاب، در سال ۱۳۶۲ ناچار به ترك وطن شد و اكنون در هلند زندگي مي‌كند.
از نسیم خاکسار در زمينه‌هاي گوناگون (داستانِ كوتاه،رُمان، نمايشنامه، شعر، سفرنامه و نقد ادبی و ترجمه) ۳۷ جلد كتاب به فارسی منتشر شده است. از او به زبان هلندی دو مجموعه داستان: بقالِ خَرزَويل و بين دو در، یک رُمان: بادنماها و شلاق‌ها، مجموعه‌ نمايشنامهِ زيرِ سقف، یک سفرنامه (سفر تاجيكستان)، یک مجموعه شعر به نام: زیبا باش و به زبان آلمانی یک مجموعه داستان به نام: بین دو در، نیز ترجمه و چاپ شده است.
این نویسنده تا كنون موفق به دريافتِ دو جايزۀ ادبي شده:‌ ديپلمِ افتخارِ بهترين كتاب براي نوجوانان، (پراگ، ۱۹۸۰) براي كتاب اگر آدم‌ها همديگر را دوست بدارند و جايزۀ بين‌المللي نويسندگان از سوي بنيادِ ليليان هلمَن و داشيل هامت (نيويورك ۱۹۹۳).
شماري از كارهاي او، شعر،‌ مقاله و داستانِ كوتاه، به زبان آلماني،‌ انگليسي، هلندي، فرانسوي و سوئدي ترجمه و در جُنگ‌هاي ادبي و گزيده‌هاي داستان چاپ شده است. 
جدا از اجراهایی از برخی از نمایشنامه‌هایش به فارسی، نمايشنامه‌هاي‌ آخرين نامه، زيرِ سقفي ارزان، ماهي‌هاي ساردين و پناهندگان به زبانِ هلندي، در هلند نیز اجرا شده است.  

## آثار

### کتاب‌های کودکان
- بچه ها بيائيد با هم كتاب بخوانيم. سال انتشار: ۱۳۴۹، انتشارات نیما. آبادان
- من مي دانم بچه ها دوست دارند بهار بيايد. سال انتشار: ۱۳۵۲ ، انتشارات نیما. آبادان
- چگونه آگاهي خود را زياد كنيم. سال انتشار: ۱۳۵۸، انتشارات نسیم. تهران
- اگر آدمها همديگر را دوست بدارند.‌ سال انتشار:‌ ۱۳۵۸، انتشارات جهان کتاب. تهران
- من صلح را دوست دارم. سال انتشار:‌     ۱۳۶۱ ، انتشارات ققنوس
- كوچه بي قواره و چهار پيرزن. سال انتشار:  ۱۳۶۸، انتشارات برداشت هفت. آمریکا، لس آنجلس.

### داستان کوتاه
- گياهك. سال انتشار:  ۱۳۵۸، چاپ اول و دوم سوم  انتشارات امیرکبیر. تهران. چاپ چهارم،  انتشارات شباهنگ. تهران

- نان و گل. سال انتشار: ۱۳۵۸، انتشارات جهان کتاب.

- روشنفكر كوچك. چاپ ۱: سال ۱۳۵۹، انتشارات ققنوس تهران چاپ ۲ : سال ۱۳۷۹، نشر بیدار، آلمان چاپ۳: سال ۱۳۹۶، انتشارات اچ اند اس، انگلیس

- ديروزيها. چاپ ۱ : سال ۱۳۶۶، انتشارات ایران فردا، فرانسه چاپ ۲ : کتاب ارزان، سوئد

- بقال خرزويل چاپ ۱: سال ۱۳۶۷، انتشارات نوید، آلمان. چاپ ۲ : سال ۱۳۹۱، انتشارات اچ اند اس، انگلیس

- مرائي كافر است. سال انتشار:‌ ۱۳۶۷،  انتشارات بنیاد  فرهنگی پازند. هلند.

- آهوان در برف.چاپ ۱: سال ۱۳۷۴ ، نشر آرش، سوئد. چاپ ۲: سال ۱۳۹۴، انتشارات اچ اند اس، انگلیس

- جاده آريزونا. چاپ ۱ : سال ۱۳۸۱، نشر باران، سوئد. چاپ ۲ : سال ۱۳۹۶، انتشارات اچ اند اس، ‌انگلیس

- از زیر خاک. سال انتشار: ۱۳۹۸، انتشارات دنا. هلند.

- سه کتاب، سال انتشار ۱۴۰۳، نشر دنا، هلند

### رمان
- گامهاي پيمودن سال انتشار: ۱۳۶۰، انتشارات ققنوس. تهران

- قفس طوطي جهان خانم. چاپ ۱ : سال ۱۳۷۱، انتشارات نوید، آلمان. چاپ ۲ : سال ۱۳۹۰، انتشارات اچ اند اس، انگلیس

- بادنماها و شلاقها. چاپ ۱: سال ۱۳۷۶ ، انتشارات چشم انداز، فرانسه. چاپ ۲: سال ۱۳۹۱ ، انتشارات اچ اند اس،‌ انگلیس

- فراز مسند خورشيد. چاپ ۱ : سال ۱۳۸۵، انتشارات چشم انداز،‌ فرانسه. چاپ ۲ : سال ۱۳۹۲، انتشارات اچ اند اس،‌ انگلیس

- کریستینا. چاپ ۱ : سال ۱۳۸۷، انتشارات خانه هنر و ادبیات گوتنبرک، سوئد. چاپ ۲ : سال ۱۳۹۲، انتشارات اچ اند اس، انگلیس

- چیزی رخ نداده است. سال انتشار: ۱۴۰۲ ، انتشار مشترک نشر باران سوئد و نشر دنا هلند

### کتاب شعر
- درخت. جاده. كودك. سال انتشار: ۱۳۵۹. انتشارات جهان کتاب. تهران.
- داستان همايون و عشق. سال انتشار ۱۳۶۸. انتشارات نوید. آلمان

### نمایشنامه
- سه نمايشنامه. سال انتشار: ۱۳۶۶. انتشارات  ایران فردا.فرانسه.
- آخرين نامه. سال انتشار : ۱۳۶۹ . انتشارات عصر جدید. سوئد.
- ماهيهاي ساردين و نمايشنامه هاي ديگر. سال انتشار: ۱۳۸۰. انتشارات. بنیاد فرهنگی پازند. هلند.

### کتاب نقد و سفرنامه
- آواي دگرگون. مجموعه مقاله. سال انتشار: ۱۳۷۱ انتشارات عصر جدید. سوئد.
- سفر تاجيكستان. سفر نامه.چاپ ۱: سال ۱۳۷۱. انتشارات چشم انداز. پاریس. چاپ ۲ :سال ۱۳۹۰. انتشارات اچ. اس. مدیا. لندن
- ما و جهان تبعيد. مجموعه مقاله. سال انتشار. ۱۳۷۹. انتشارات باران. سوئد.
- سرچشمه‌ها. بازخوانی کتاب تمهیدات عین القضات و تاملی بر متن های دیگر. سال انتشار: ۱۴۰۱ . انتشارات دنا. هلند.

### ترجمه
- قلب من در كوهساران( نمايشنامه) اثر ويليام سارويان. سال انتشار: ۱۳۵۹. انتشارات سحر. تهران
- گاو و  پيرزن( رمان) اثر ملك راج آنانند. سال انتشار: ۱۳۶۶انتشارات “ بی نام” . آلمان
- بگذار آن را جاز بنامند. مجموعه چند داستان از نويسندگان كشورهاي مختلف جهان. سال انتشار: ۱۳۶۹. انتشارات نشر معاصر. هلند.
- داستانهاي هلندي ( مجموعه داستانهائي از يازده نويسنده هلندي)‌. چاپ ۱ : سال ۱۳۷۴، انتشارات بنیاد فرهنگی پازند، هلند. چاپ ۲ : سال ۱۳۸۳، انتشارات دشستان، ایران
- خانه‌اي خالي. رمان اثر مارخا مينكو. سال انتشار: ۱۳۸۳. انتشارات بنیاد فرهنگی پازند. هلند.
- آنگاه که این را دیدم. اثر روتخر کوپلاند.سال انتشار: ۲۰۱۳ /۱۳۹۲، انتشار مشترک انتشارات بنیاد  فرهنگی پازند هلند و انتشارات اچ اند اس ، انگلیس

### آثار به زبان هلندی
- بقال خرزويل( مجموعه داستان)‌ سال انتشار:   ۱۹۹۱/۱۳۷۰.انتشارات فان خنپ، هلند. مترجم: آنیا د بیرAnja de Beer
- سفر تاجيكستان. سال انتشار: ۱۹۹۴/۱۳۷۳. انتشارات فان خنپ، هلندمترجم: آنیا د بیر Anja de Beer
- بادنماها و شلاق ها. سال انتشار: ۱۹۹۷/ ۱۳۷۶. انتشارات فان خنپ، هلند. مترجمان: یوهان تر هر، میکه استرو Johan ter Haar, Mieke Stroo
- زيرِ سقفي ارزان و دو نمايشنامه ديگر. سال انتشار: ۱۹۹۷/۱۳۷۵ . انتشارات بنیاد تئاتر روتردام. هلند.مترجمان:
- زیر سقفي ، مترجم: جنیفر درابه Jenifer Drabbe
- ستارگان زمین، مترجم: میکه استرو Mieke Stroo
- آخرین نامه، مترجم: آنیا د بیرAnja de beer
- بين دو در( مجموعه داستان) سال انتشار: ۲۰۰۰/ ۱۳۷۹, مترجم : میکه استرو Mieke Stroo, انتشارات فان خنپ، هلند
- زیبا باش. مجموعه شعر. سال انتشار: ۲۰۱۱/۱۳۸۵. مترجم: کوشیار پارسی, انتشارات کویست. هلند.

یک اثر به زبان آلمانی
- بین دو در( مجموعه داستان)  سال انتشار: ۲۰۲۱/۱۴۰۰. مترجمان : توماس گلندر Thomas Galenderو گرجی مرزبانGorji Marzban. انتشارات. سوژه آلمان.

### ویرایش
- Het land dat in mij woont: 7 poëziekaarten van migrantenkunstenaar

## در سینما
- مستند ترانه تبعید (Song of Exile) ساخته‌ی John Albert Jansen محصول ۲۰۱۶ هلند[۱]